# Grégoire Pontécaille
Grégoire Pontécaille est un acteur, monteur et réalisateur français.

## Biographie
Il sort diplômé de la Femis, section montage, en 2012.

## Filmographie

### comme monteur
- 2015 : Histoire de Judas de Rabah Ameur-Zaïmeche
- 2017 : Petit Paysan d'Hubert Charuel
- 2017 : Sac la mort d'Emmanuel Parraud
- 2019 : Maudit ! d'Emmanuel Parraud

### comme acteur
- 2015 : Histoire de Judas de Rabah Ameur-Zaïmeche : un disciple
- 2019 : Terminal Sud de Rabah Ameur-Zaïmeche
- 2019 : Ma bataille de Hugo Benamozig et David Caviglioli

## Distinctions

### Nominations
- César 2018 : César du meilleur montage pour Petit Paysan.